# 立山町総合公園
立山町総合公園（たてやままちそうごうこうえん）は、富山県中新川郡立山町にある都市公園（総合公園）である。
1982年3月9日に都市計画が決定されて以降、順次整備された。

## 主な施設
野球場（立山球場）
- 1989年4月1日竣工
- ピッチ：内野は土、外野は天然芝
- 中堅：120.0 m
- 右翼：95.0 m
- 左翼：95.0 m
- 面積：12730 m2
- 観客席：3000人分
- スコアボード、ダグアウト、ベース、マウンド、バックネット、ベンチ、更衣室、トイレを完備。

2008年4月からは富山サンダーバーズ（現・富山GRNサンダーバーズ）の公式練習場となった。これに伴い、内外野バックネットにラバーフェンスを整備し、13か所のスプリンクラーを付け替える改修工事を実施、同年4月28日にオープニングセレモニーが挙行された。
屋内グラウンド（たてやまドーム）
- 2007年11月17日起工式[6]、2008年12月18日完成[7]。
- 鉄筋コンクリート一部鉄骨造り、延床面積約1,900m2[7]
- フロア面積 - 1525 m2
- テニスコート2面、フットサル1面等
- 観客席なし

多目的グラウンド（全天候型舗装）
- 400mトラック8コース
- 直線100m×8コース
- インフィールド芝張り
- サッカー1面等
- 照明設備なし
- 観客席あり（約150席）

テニスコート
- 砂入り人工芝6面
- 照明設備・観客席なし

ゲートボール場
ふれあい広場
こぶしの谷
花の丘
とりでの丘
2006年8月1日完成。36種類の遊具（風の道をイメージした延長23mのローラー滑り台など5種類の滑り台、クライミングウォール、ネット渡り、風渡りロープウェイなど）が設置されている。
いきものの森
花の小径
駐車場
360台分

## 開園状況
屋内グラウンドは12月29日から1月3日まで休み、有料屋外施設は12月1日～3月31日まで冬季閉鎖、その他は無休である。

## アクセス
- E8北陸自動車道・立山インターチェンジより15分[1]。